# Hermann von Meerscheidt-Hüllessem
Hermann Louis Richard Wilhelm Freiherr von Meerscheidt-Hüllessem (* 7. August 1830 in Potsdam; † 3. Dezember 1899 in Kassel) war ein preußischer Generalleutnant.

## Leben

### Herkunft
Hermann war der Sohn des Majors a. D., zuletzt im 21. Infanterieregiment, Paul Wilhelm von Meerscheidt-Hüllessem (1791–1848) und dessen erster Ehefrau Karoline Wilhelmine Ernestine Pauline Klara, geborene von Bredow (1797–1835) aus dem Hause Ihlow. Der spätere preußische General der Infanterie Oskar von Meerscheidt-Hüllessem (1825–1895) war sein Bruder, der spätere General der Infanterie Emil von Meerscheidt-Hüllessem (1840–1923) sein Stiefbruder.

### Militärkarriere
Nach dem Besuch der Kadettenanstalten in Kulm und Berlin wurde Meerscheidt am 22. April 1847 als Portepeefähnrich dem 14. Infanterie-Regiment der Preußischen Armee überwiesen. Dort wurde er am 30. Januar 1849 mit Patent vom 13. Januar 1849 zum Sekondeleutnant befördert. Er diente von Mai bis Mitte November 1852 als Adjutant beim III. Bataillon des 14. Landwehr-Regiments in Schneidemühl und fungierte nach der Rückkehr zu seinem Stammregiment als Adjutant des Füsilier-Bataillons. Am 29. Juni 1855 stieg Meerscheidt zum Regimentsadjutanten auf und wurde in dieser Funktion im Juni 1858 Premierleutnant. Mit seiner Beförderung zum Hauptmann folgte unter gleichzeitiger Ernennung zum Kompaniechef am 23. Februar 1861 seine Versetzung in das 4. Brandenburgische Infanterie-Regiment Nr. 24. Diesem Regiment sollte Meerscheidt die kommenden 16 Jahre ununterbrochen angehören. Im Krieg gegen Dänemark führte er 1864 seine Kompanie in den Kämpfen bei Missunde und Windeby. Für sein entschlossenes Verhalten bei der Erstürmung der Düppeler Schanzen wurde ihm der Rote Adlerorden IV. Klasse mit Schwertern verliehen. 1866 nahm Meerscheidt während des Krieges gegen Österreich an der Schlacht bei Königgrätz teil.
Am 18. Januar 1870 zum Major befördert, kämpfte Meerscheidt im Krieg gegen Frankreich zunächst in den Schlachten bei Vionville und Gravelotte. Während der Belagerung  von Metz war er ab 29. August 1870 als Führer des I. Bataillons tätig und nahm in dieser Funktion noch an den Schlachten bei  Orléans sowie Le Mans teil. Seine Leistungen wurden durch die Verleihung beider Klassen des Eisernen Kreuzes gewürdigt. 
Nach dem Friedensschluss folgte am 3. Oktober 1871 seine Ernennung zum Kommandeur des II. Bataillons, das zu den Okkupationstruppen in Frankreich gehörte. Am 6. Oktober 1874 erhielt er das Kommando über das in Havelberg stationierte Füsilier-Bataillon und wurde am 18. Januar 1875 zum Oberstleutnant befördert. Unter Stellung à la suite seines Regiments beauftragte man Meerscheidt dann am 13. März 1877 mit der Führung des 2. Schlesischen Grenadier-Regiments Nr. 11. Nach der Beförderung zum Oberst wurde er am 11. Dezember 1887 zum Kommandeur des Verbandes ernannt. Nachdem Meerscheidt am 16. August 1883 zur Vertretung des Kommandeurs der 61. Infanterie-Brigade nach Straßburg kommandiert worden war, wurde er am 17. Oktober 1883 unter Stellung à la suite mit der Führung dieser Brigade beauftragt. Mit der Beförderung zum Generalmajor wurde er am 6. Dezember 1883 zum Kommandeur dieses Großverbandes ernannt. Für seine langjährigen Verdienste erhielt Meerscheidt  am 18. September 1886 den Roten Adlerorden II. Klasse mit Eichenlaub und Schwertern am Ringe. Er wurde am 16. Juli 1887 unter Verleihung des Charakters als Generalleutnant mit der gesetzlichen Pension zur Disposition gestellt.

### Familie
Meerscheidt hatte sich am 18. Februar 1859 in Bromberg mit Marie Margarete Engel (1841–1930) verheiratet. Aus der Ehe gingen mehrere Kinder hervor.